# Hrochův Týnec
Hrochův Týnec là một thị trấn thuộc huyện Chrudim, vùng Pardubický, Cộng hòa Séc.